# Stenandrium harlingii
Stenandrium harlingii är en akantusväxtart som beskrevs av D.C. Wasshausen. Stenandrium harlingii ingår i släktet Stenandrium och familjen akantusväxter. Utöver nominatformen finns också underarten S. h. angustifolia.